# 松井啓之
松井 啓之（まつい ひろゆき）は経済学者、京都大学大学院経済学研究科教授、日本シミュレーション＆ゲーミング学会副会長。

## 略歴
横浜市立大学文理学部理科数学課程卒業。東京工業大学大学院総合理工学研究科システム科学専攻修士課程修了後、同博士課程満期退学。1998年論文「インフォームドコンセント行政を実現するための情報環境に関する基礎的研究」で東京工業大学博士（工学）。京都大学経営管理研究部教授、京都大学大学院経済学研究科・経済学部兼担。計画理論、意思決定支援、ゲーミングシミュレーションが専門で、日本シミュレーション＆ゲーミング学会副会長なども務める。

## 著書
- "Gaming/Simulation for Policy Development and Organizational Change" Tilburg University Press 1999